# Сагармата
Национален парк „Сагармата“ е защитена област (национален парк) в Хималаите в източната част на Непал, в който се намира южната половина от връх Еверест.
Паркът е обявен на 19 юли 1976 г. и става част от Световното природно наследство на ЮНЕСКО през 1979 г. На санскрит „Сагармата“ означава „глава на небето“ и е името на връх Еверест на непалски.

## География
Паркът обхваща площ от 1148 km2 в окръг Солукхумбу и надморската му височина варира от 2845 m при Джорсале до 8848 m на върха на Еверест. 69 % от парка е гола земя с надморска височина над 5000 m, ледниците покриват 28 %, а остатъка от 3 % са гори. По-голямата част от парка е назъбена и стръмна, като релефът е прорязан от реки и ледници. За разлика от други национални паркове, този се дели на четири климатични зони според надморската височина. Тези зони са по-ниска гориста зона, зона с планински климат, високопланинска зона с много малко растителност и арктическа зона, в която растителност не може да се развива. Животинският и растителният свят в парка се изменят в зависимост от височината. През парка текат реки от басейна на река Дудхи Коси.
Туристическият център на парка се намира върху хълм в с. Намче Базар, където е базирана и част от Непалската армия със задача да го защитава. Южният вход се намира на няколкостотин метра северно от Монзо на височина 2835 m на един ден пеша от Лукла.

## Флора и фауна
В долната гориста зона виреят бреза, хвойна, бор, ела, бамбук, тсуга и рододендрон. На по-голяма височина има миниатюрна и храстова растителност. По-нагоре растат само лишеи и мъхове. Над 5750 m няма растения заради постоянният сняг.
В парка има 118 вида птици, например хималайски монал, шарен фазан, червеноклюна гарга и жълтоклюна гарга и много бозайници, някои от които редки, сред които кабарги, барс, тибетска мечка, червена панда, тар, лангур, белка и вълк.